# Leccinum aurantiacum
Leccinum aurantiacum (Pierre Bulliard, 1791 ex Samuel Frederick Gray, 1821), sin. Boletus aurantiacus (Pierre Bulliard, 1791), din încrengătura Basidiomycota în familia Boletaceae și de genul Leccinum, este o specie de ciuperci comestibile, denumită în popor hribă de plop, pâlnioară de plop sau pitarcă portocalie.. Acest burete coabitează, fiind un simbiont micoriza (formează micorize pe rădăcinile arborilor). În România, Basarabia și Bucovina de Nord se dezvoltă în păduri de foioase în special sub plopi tremurători, dar și sub plopi precum sălcii, din iunie până în octombrie.

## Taxonomie

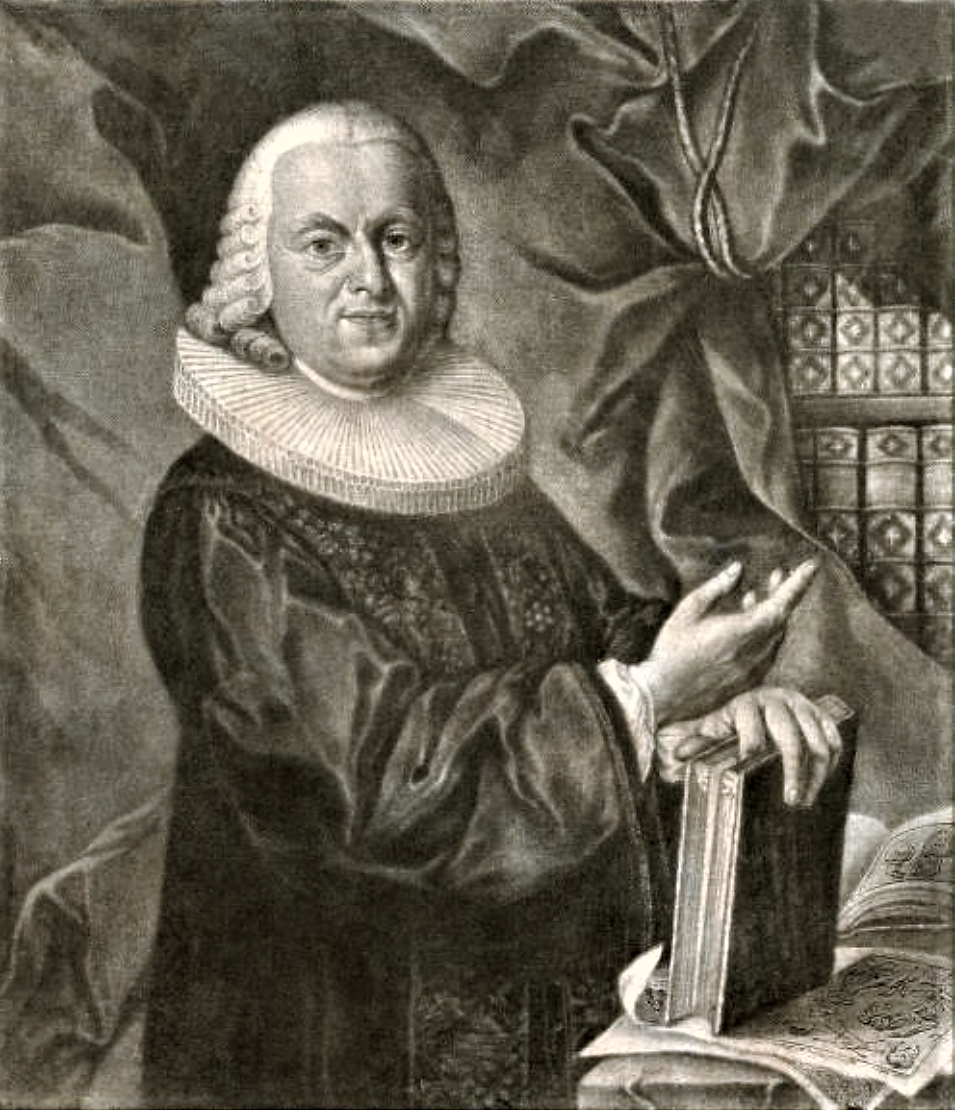
Schäffer

Primul savant care a descris această specie sub denumirea Boletus rufus a fost Jacob Christian Schäffer în volumul 2 al operei sale Fungorum qui in Bavaria et Palatinatu circa Ratisbonam nascuntur Icones din 1763. Referitor la el, în 1886, renumitul Lucien Quélet i-a dat numele Gyroporus rufus, apoi micologul german Hanns Kreisel Leccinum rufum (1984). Dar taxonul cu adjectivul rufus, -um nu s-a impus, ci cel al lui Pierre Bulliard.
Neindependent de Schäffer, botanistul și micologul francez Pierre Bulliard (1752-1793) a descris acest burete în opera sa (editată parțial postum) Histoire des champignons de la France, ou Traité élémentaire renfermant dans un ordre méthodique les descriptions et les figures des champignons qui croissent naturellement en France ca Boletus aurantiacus (1791).
În anul 1821, în lucrarea sa A natural arrangement of British plant (Editura Baldwin, Cradock & Joy, Londra 1821), botanistul, farmacistul și micologul englez Samuel Frederick Gray (1766-1828) a creat numele generic Leccinum nou, adăugând această specie sub denumirea Leccinum aurantiacum. Mai departe, micologul francez Édouard-Jean Gilbert a denumit specia Krombholzia aurantiaca in onoarea marelui micolog german Julius Vincenz von Krombholz. S-au mai încercat multe alte denumiri care însă pot fi neglijate.

## Descriere

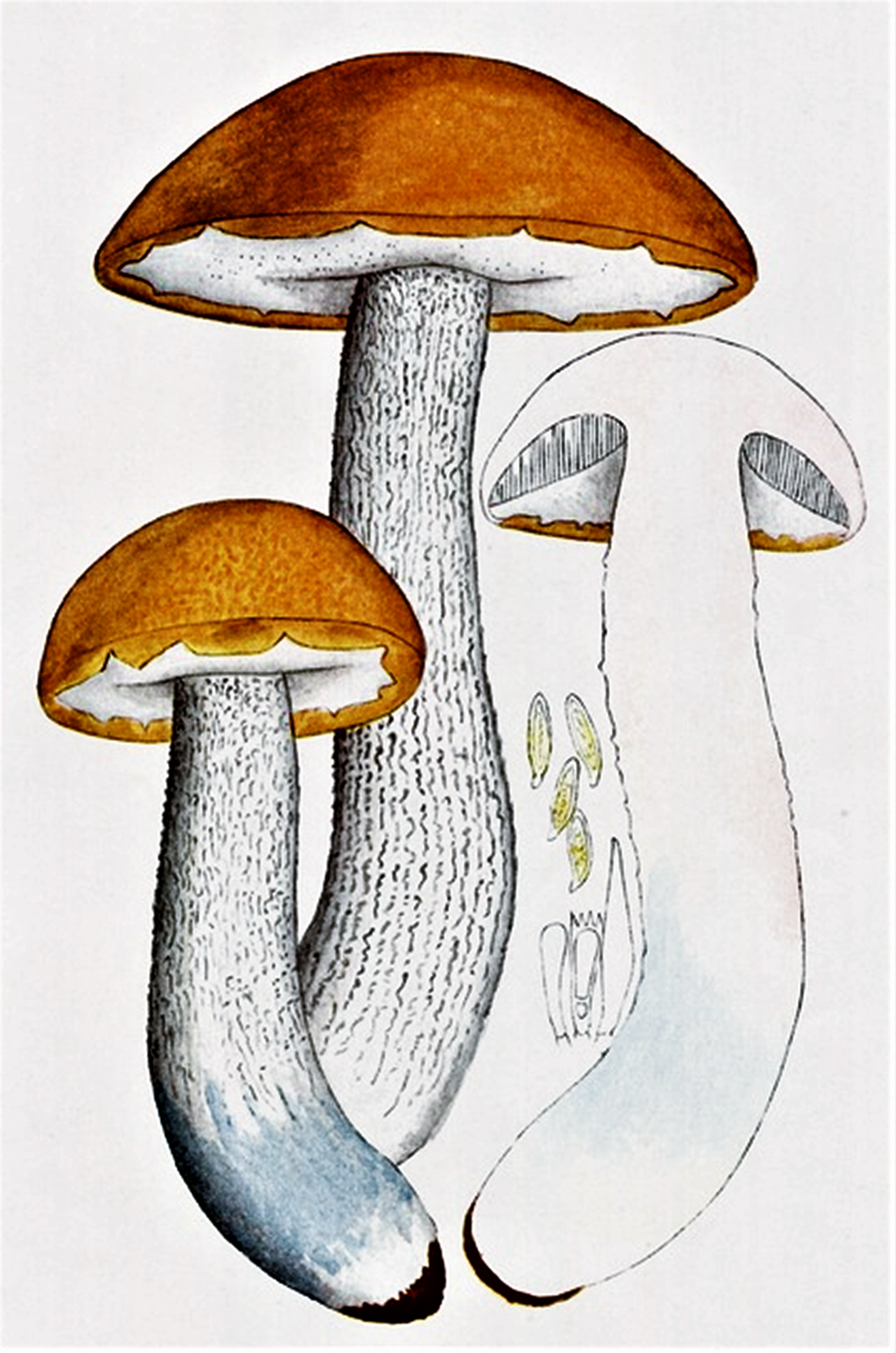
Bres.: Boletus rufus

- Pălăria: are un diametru de 6-25 cm, este, la început semisferică, apoi convexă și mai mult sau mai puțin plată precum foarte regulată, cu marginea mai întâi răsfrântă spre picior și la bătrânețe destinsă. Cuticula este netedă, catifelată pe vreme uscată, dar lucioasă pe vreme umedă, fiind puțin danturată și atârnând ușor deasupra sfârșitul pălăriei. Culoarea ei este portocalie până la roșu de cărămidă, câteodată chiar roșu-maro.
- Tuburile și porii: cu sporifere lungi și subțiri, împinse în jos spre picior, parând spongioși la pipăit și de culoare albuie. Porii sunt foarte mici, rotunzi, relativ deși și colorați gri, mai târziu gri-măsliniu. Sporii sunt fusiformi, de culoare brun-măslinie.
- Piciorul: are o înălțime de 10 până la 20 cm și o lățime de  până la 5 cm, fiind cilindric și ușor evazat în partea superioară, foarte tare, gros și aproape bulbos, de culoare albicioasă până alb-cenușie, cu suprafața acoperită de solzișori groși, alterați și aspri, tineri albicioși, schimbând mai târziu la roșu-maroniu, dispuși în șiruri longitudinale.
- Carnea: este în tinerețe compactă și tare, devenind moale la maturitate avansată, cu miros slab dar plăcut și gust delicios. Carnea albă se decolorează, odată tăiată, spre negru, nu spre albastru. De asemenea schimbă culoarea prin adăugare de Sulfat de fier în gri-verzui, iar cu formol în roz apoi maro-violet.[5][6]
- Caracteristici microscopice: are spori cilindric-fusiformi și palid gălbui până clorici, netezi, prevăzuți cu o proeminență situată la bază (apicul), având o mărime de 14-18 x 5-6 microni. Bazidiile de 25-30 x 10-12 microni cu 4 sterigme fiecare sunt claviforme (îngroșate de la bază spre vârf și cu extremități rotunjite în formă de măciucă). Cistidele (elemente sterile situate în stratul himenal sau printre celulele din pielița pălăriei și a piciorului, probabil cu rol de excreție) sunt fusiforme și ventricoase, măsurând 40-55 x 8-12 microni.[10]
- Reacții chimice: Buretele se decolorează cu fenol violet purpuriu, mai târziu maro închis și cu sulfat de fier verde.[11]

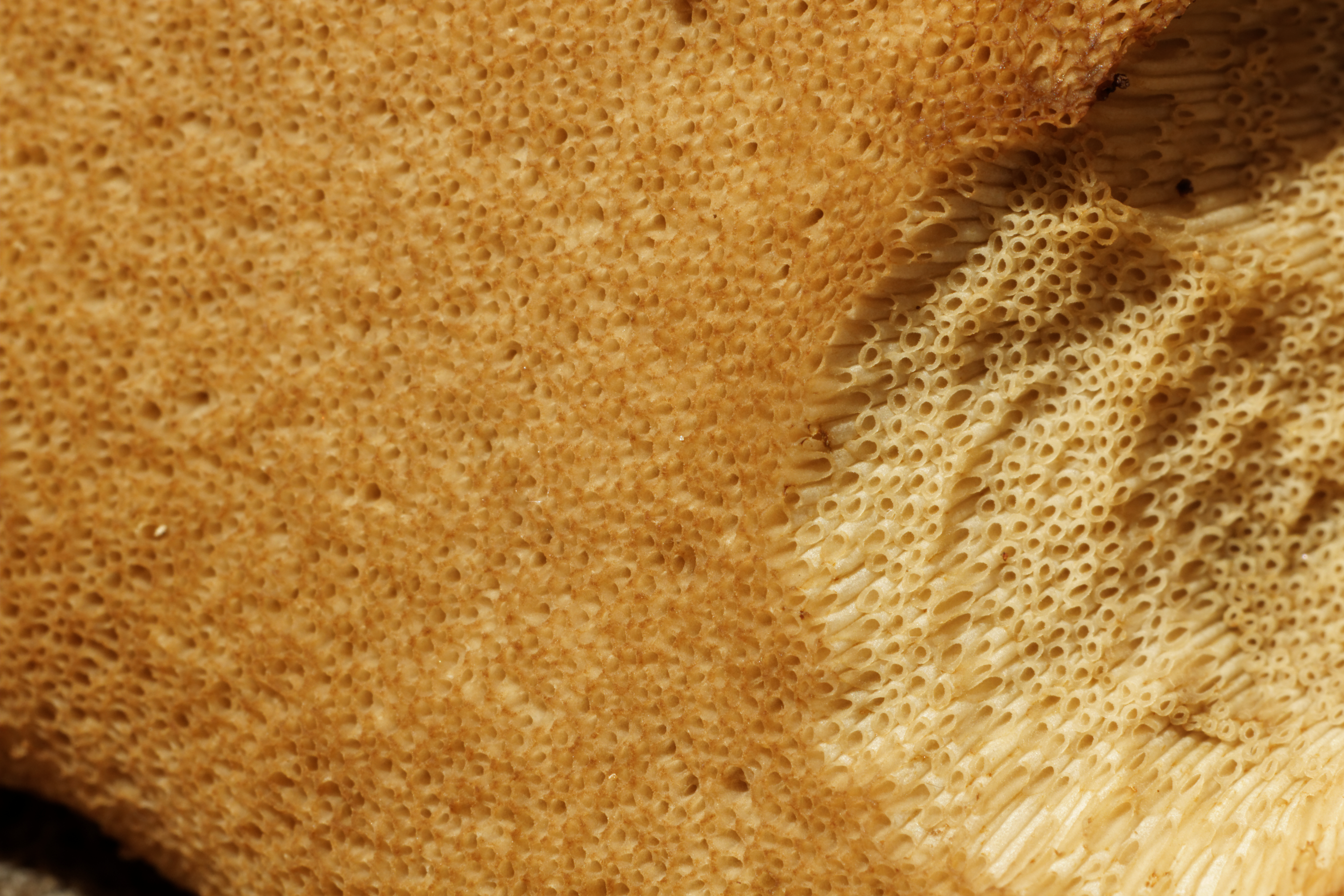
L. aurantiacum, pori
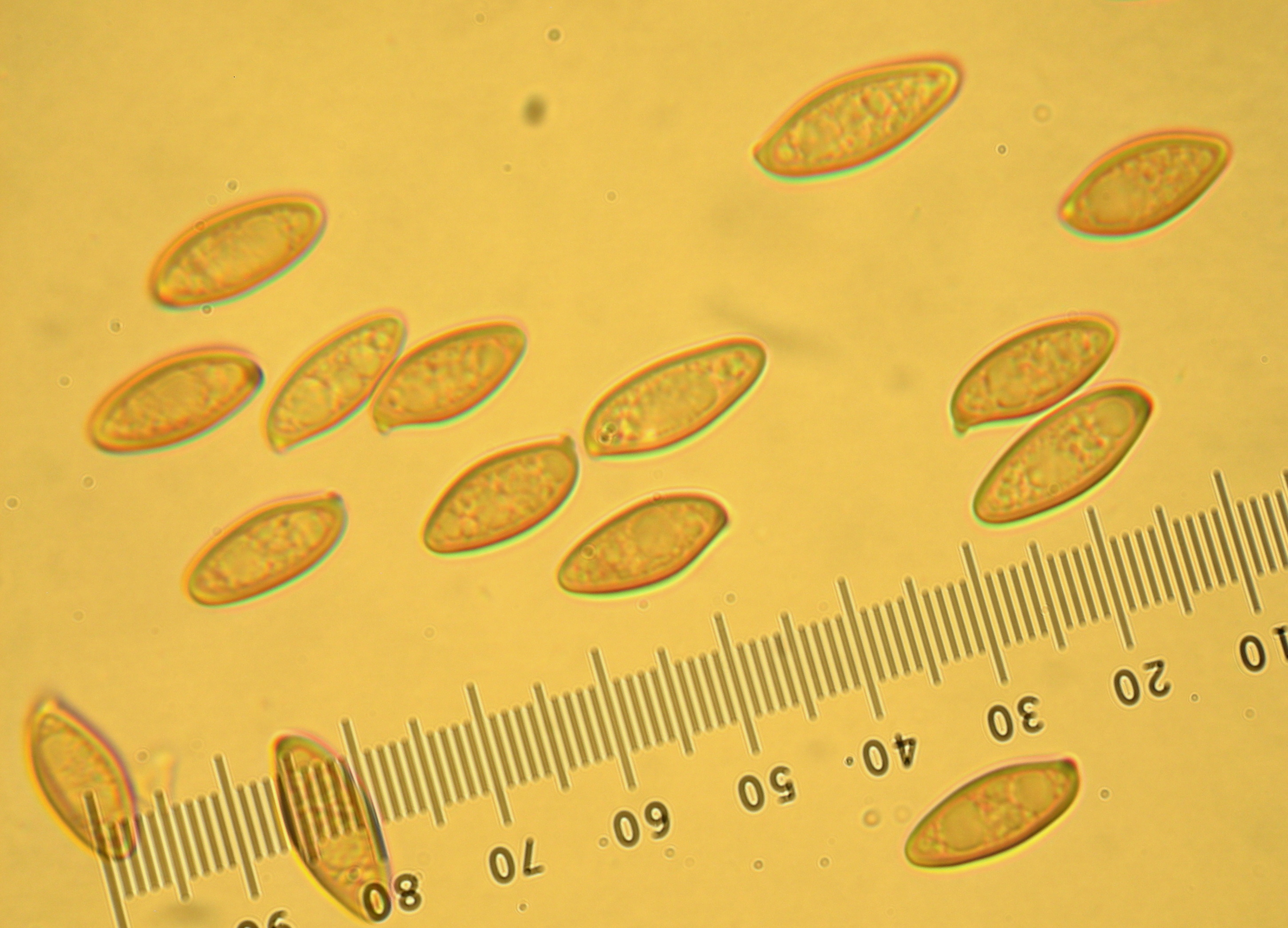
L. aurantiacum, spori
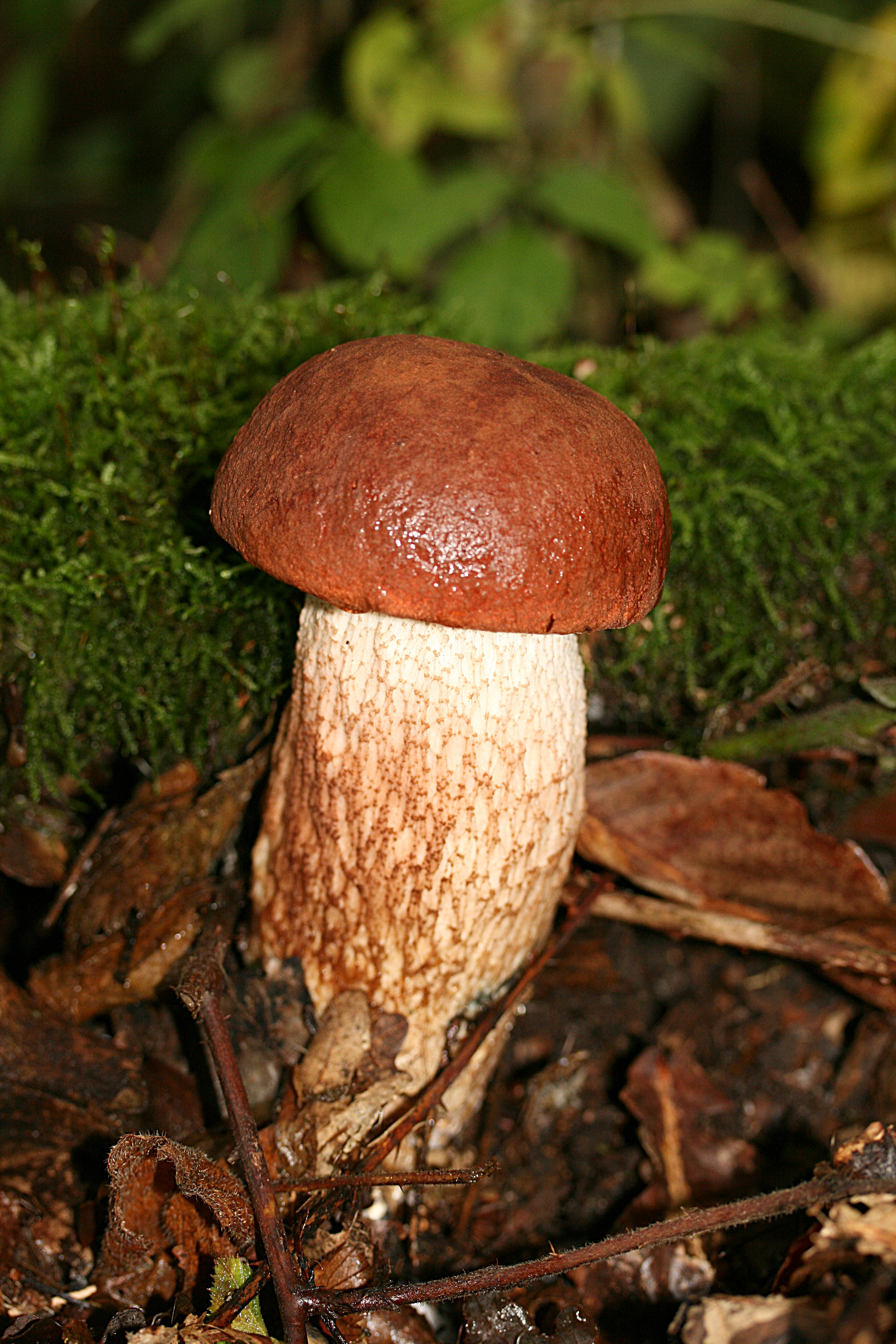
L. aurantiacum tânăr
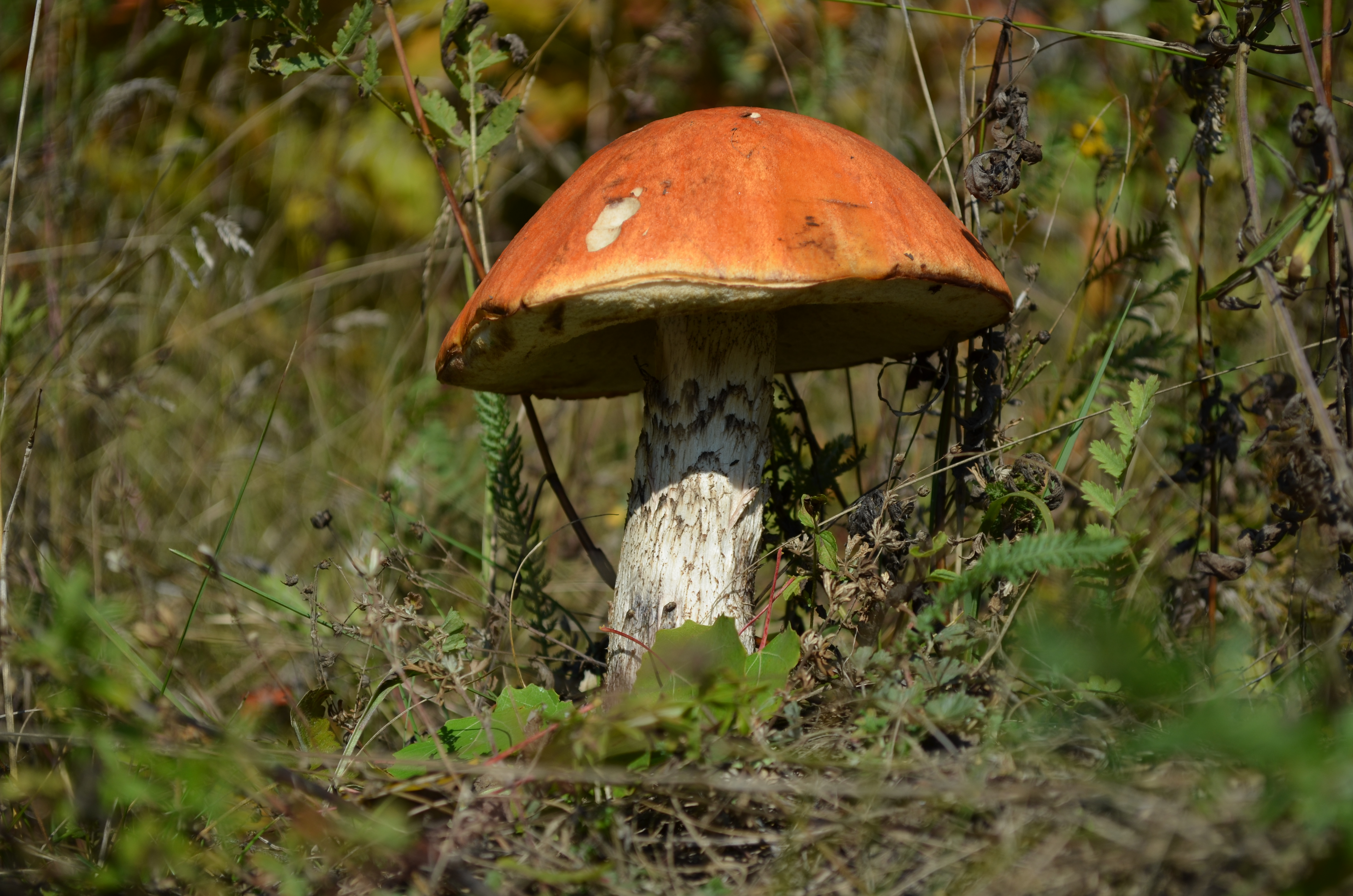
L. aurantiacum bătrân
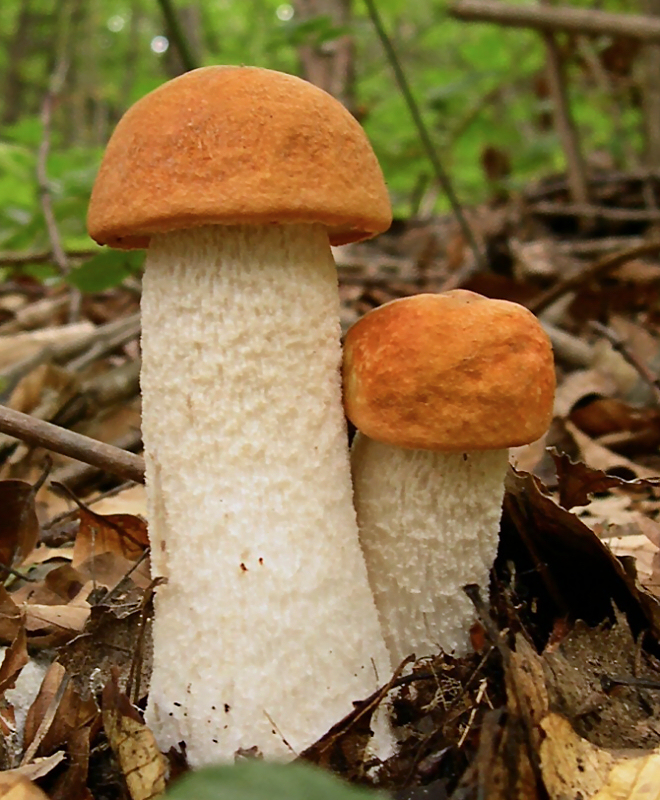
L. aurantiacum var. rufum

## Confuzii
Buretele nu poate fi confundat cu ciuperci necomestibile sau chiar otrăvitoare, ci numai cu specii aproape înrudite, ca de exemplu cu Leccinellum crocipodium sin. Leccinum crocipodium (comestibil), Leccinum carpini, Leccinum griseum, Leccinum holopus, Leccinum pseudoscabrum (trăiește în păduri de foioase în special sub carpeni dar și sub aluni, mesteceni sau plopi), Leccinum duriusculum (se dezvoltă sub plopi tremurători), Leccinum melaneum, Leccinum piceinum (se dezvoltă în păduri de conifere, mai ales sub molizi pe lângă afine), Leccinum quercinum (crește sub stejari), Leccinum roseofracta (trăiește sub mesteceni), Leccinum scabrum (crește în păduri de foioase, în special sub mesteceni), Leccinum thalassinum (se dezvoltä sub mesteceni pe teren nisipos și umed, destul de răspândit, dar numai puțin cunoscut), Leccinum versipelle (crește în păduri și parcuri, pajiști sub mesteceni, păduri de foioase în special sub plopi precum plopi tremurători, dar de asemenea pe sub sălcii), Leccinum vulpinum sau Porphyrellus pseudoscaber sin. Boletus porphyraceus (crește în păduri foioase sau mixte, pe teren nisipos, pe lângă drumuri cu macadam, comestibil dar cam fibros).

## Galerie de imagini (specii asemănătoare)

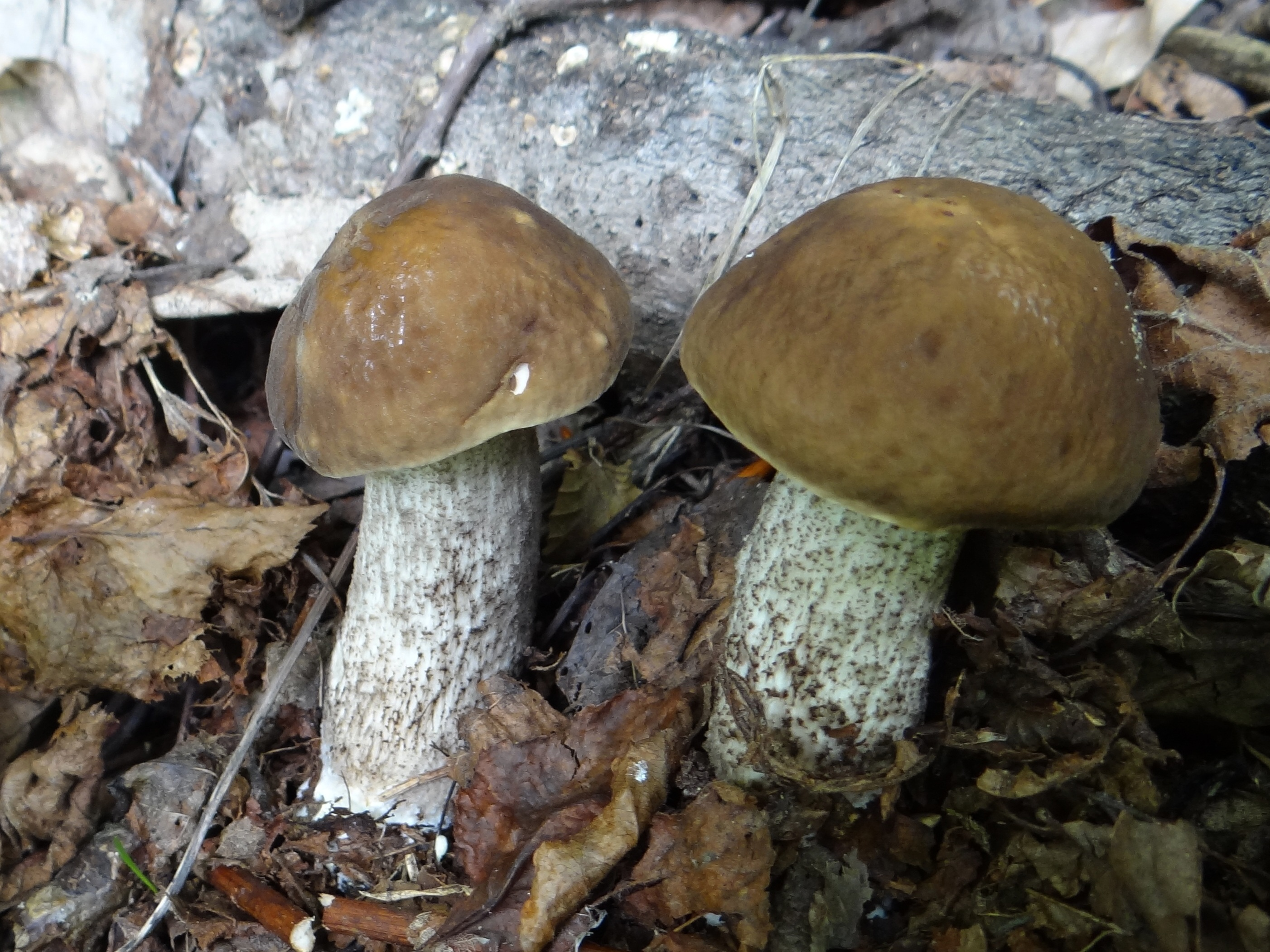
Leccinum carpini
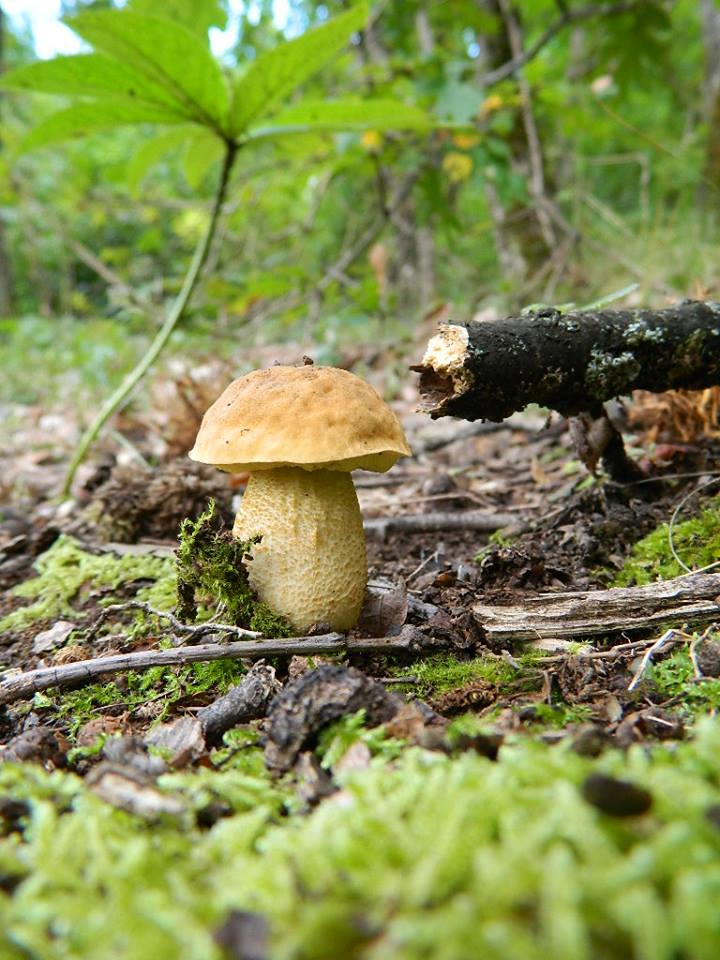
Leccinellum crocipodium sin Leccinum crocipodium
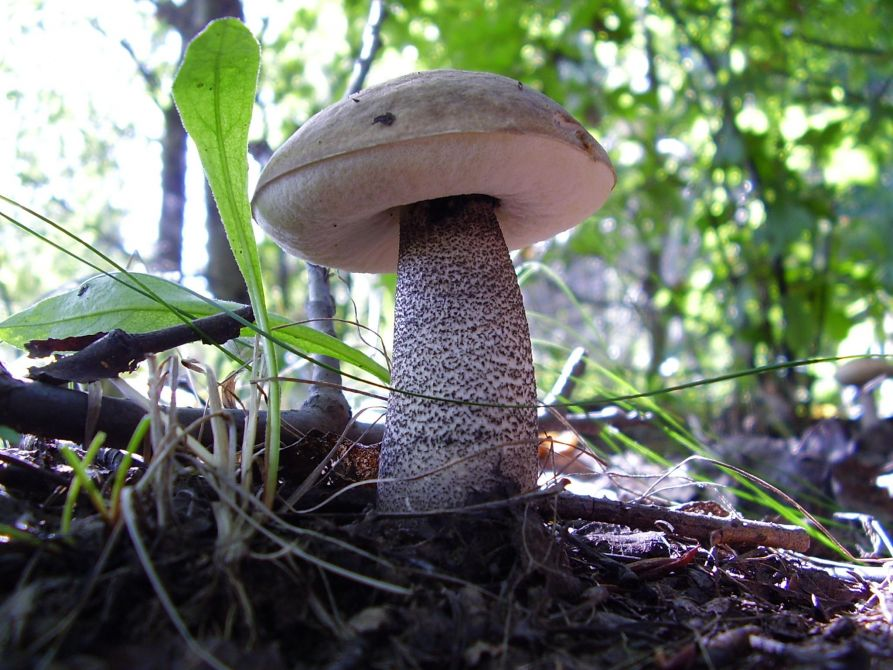
Leccinum duriusculum
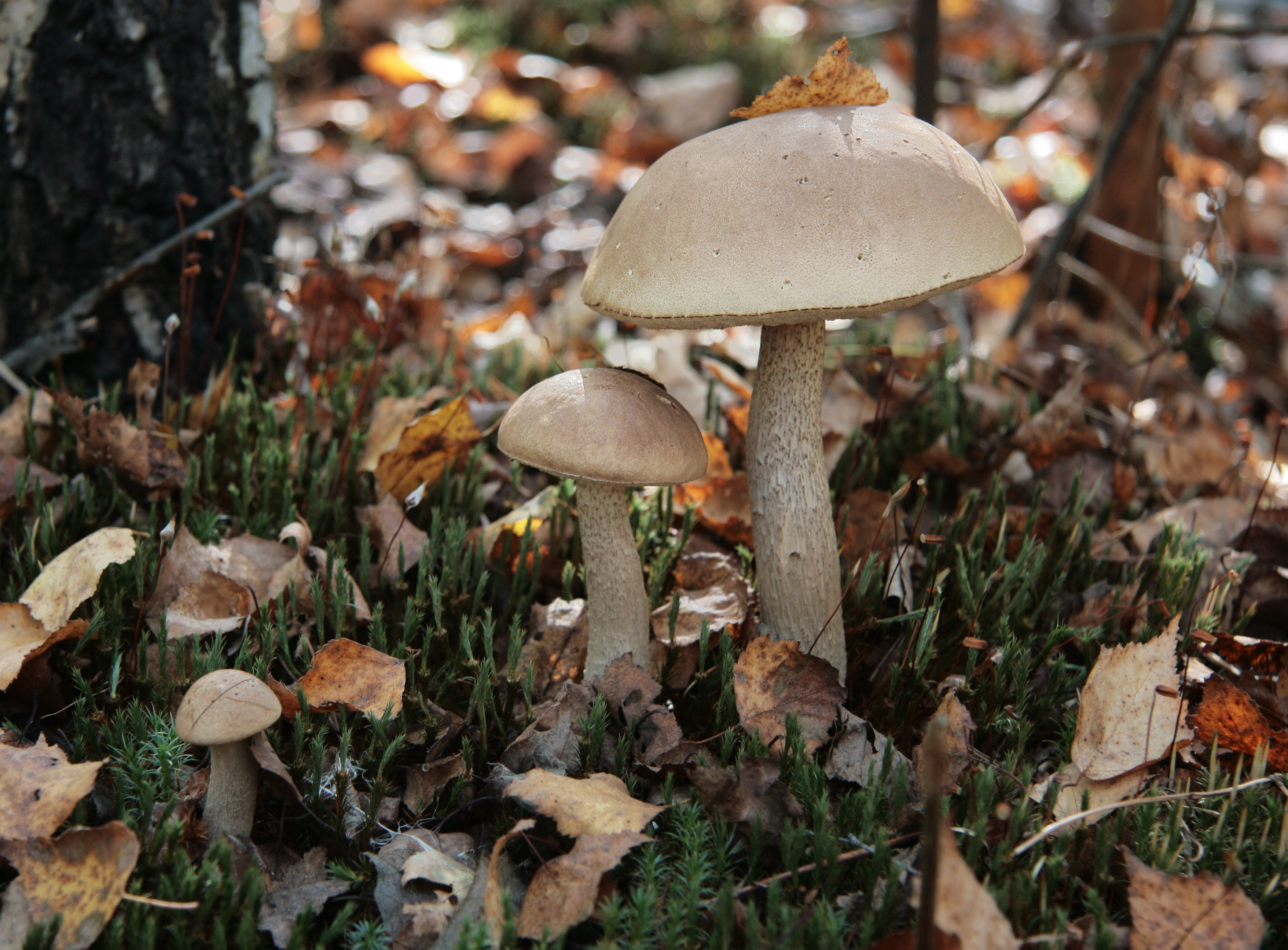
Leccinum holopus
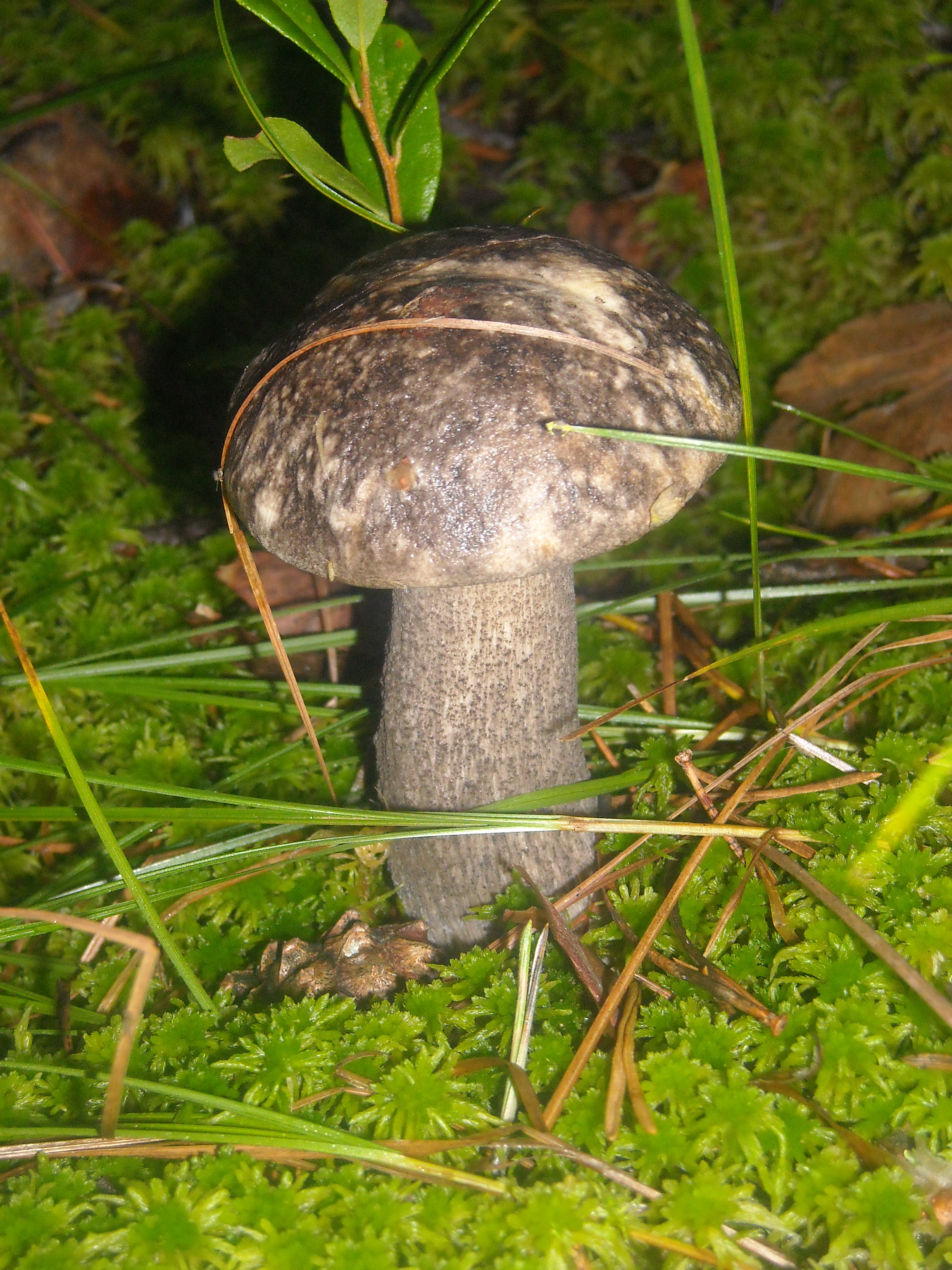
Leccinum melaneum
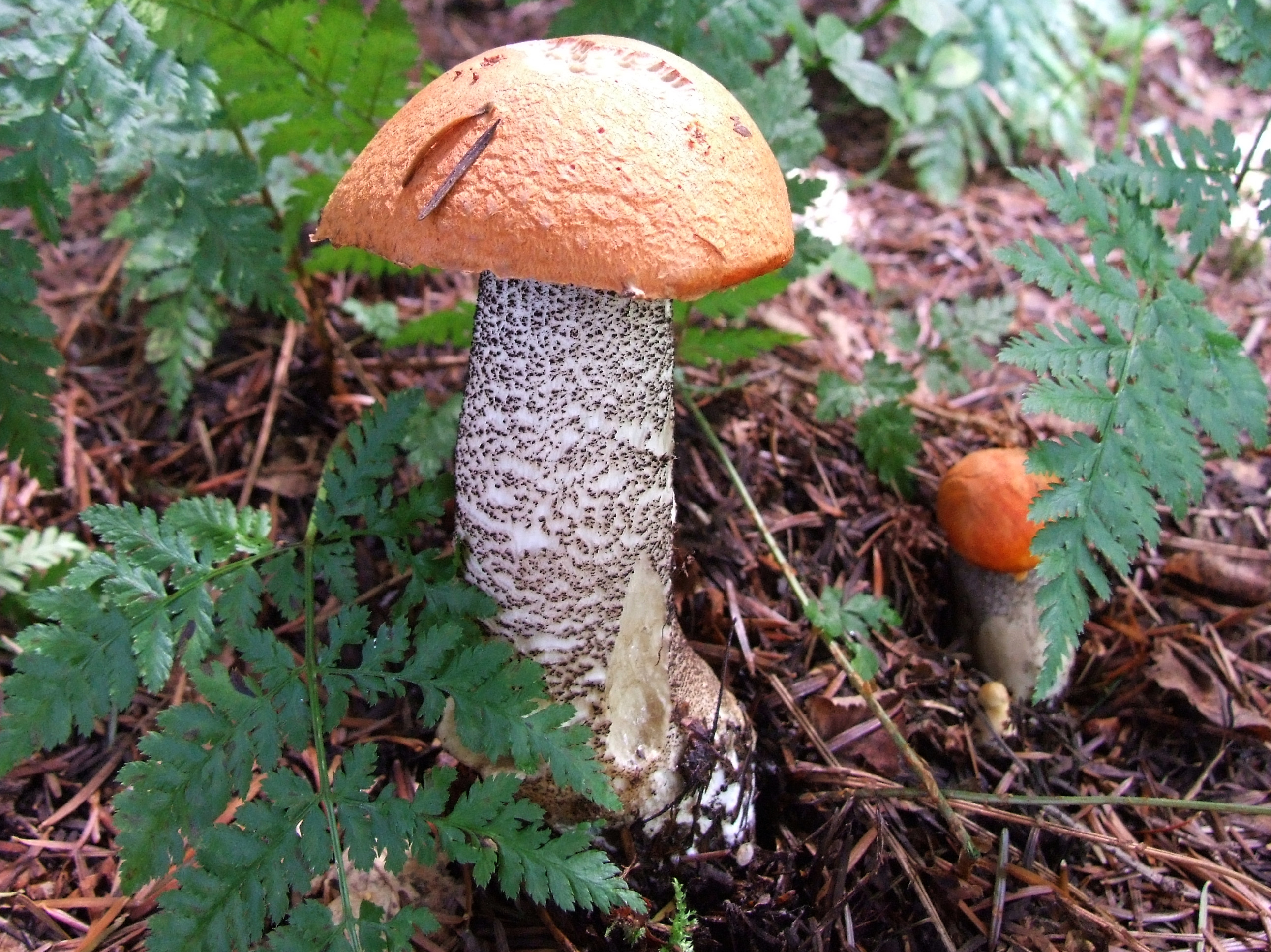
Leccinum piceinum

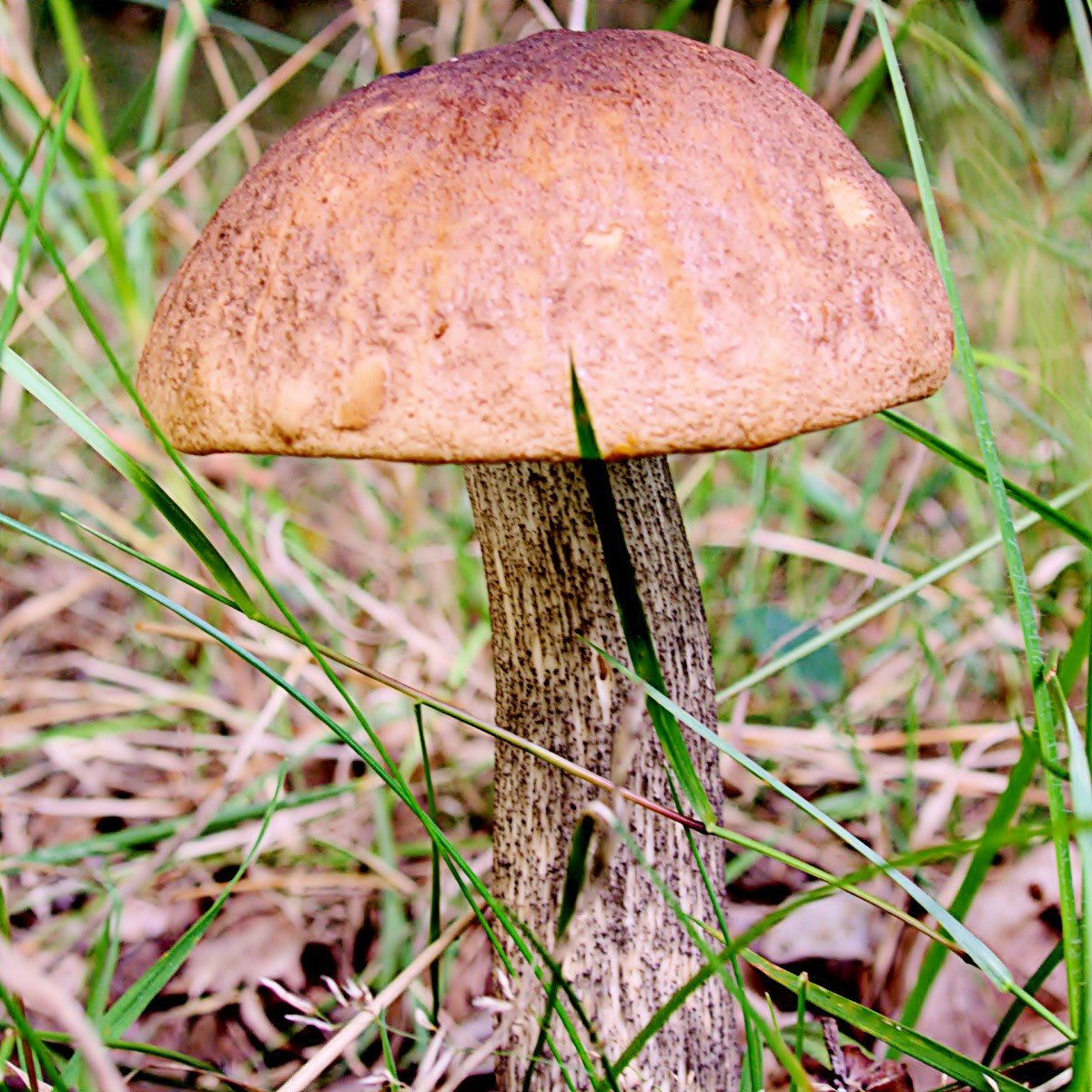
Leccinum quercinum
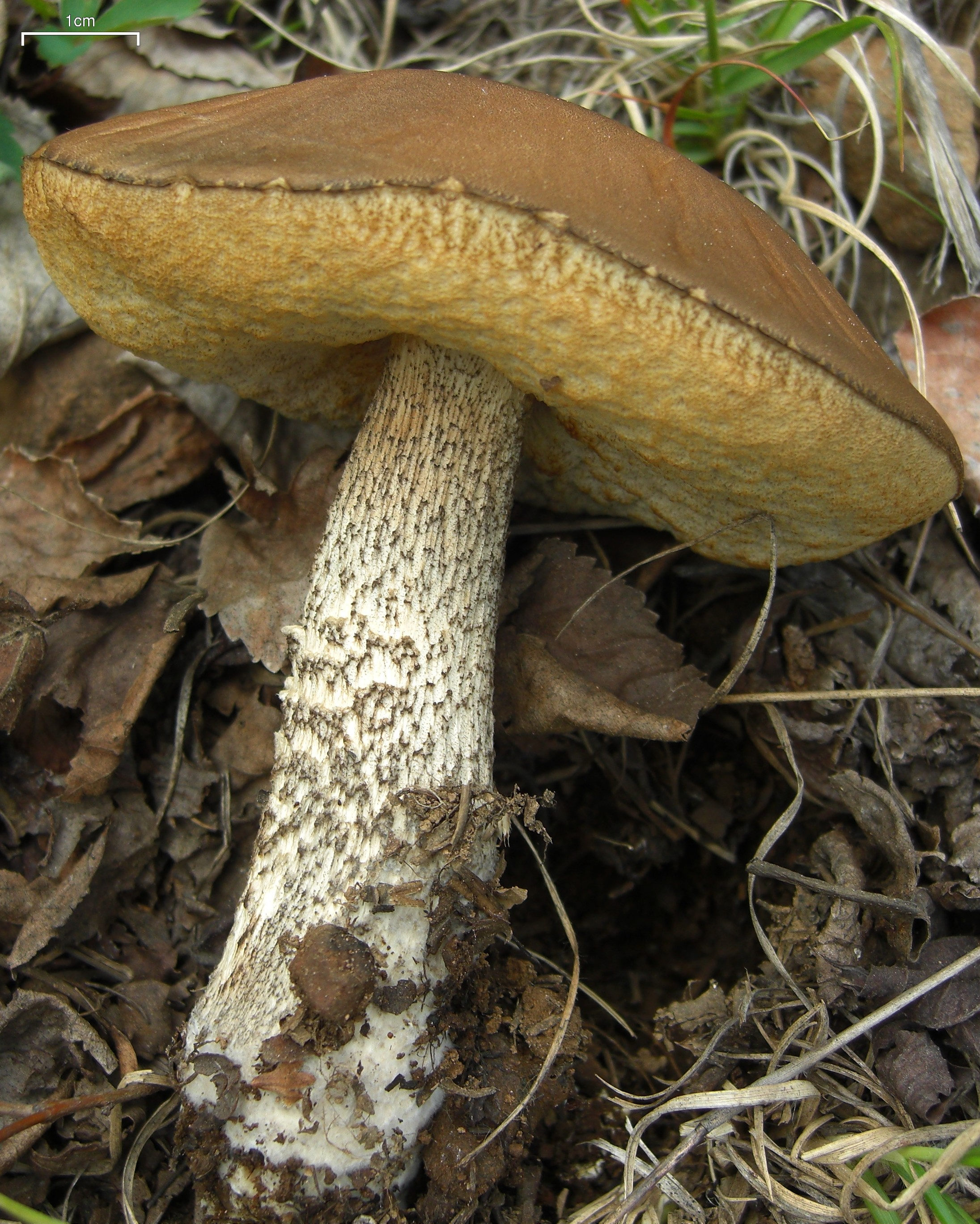
Leccinum scabrum
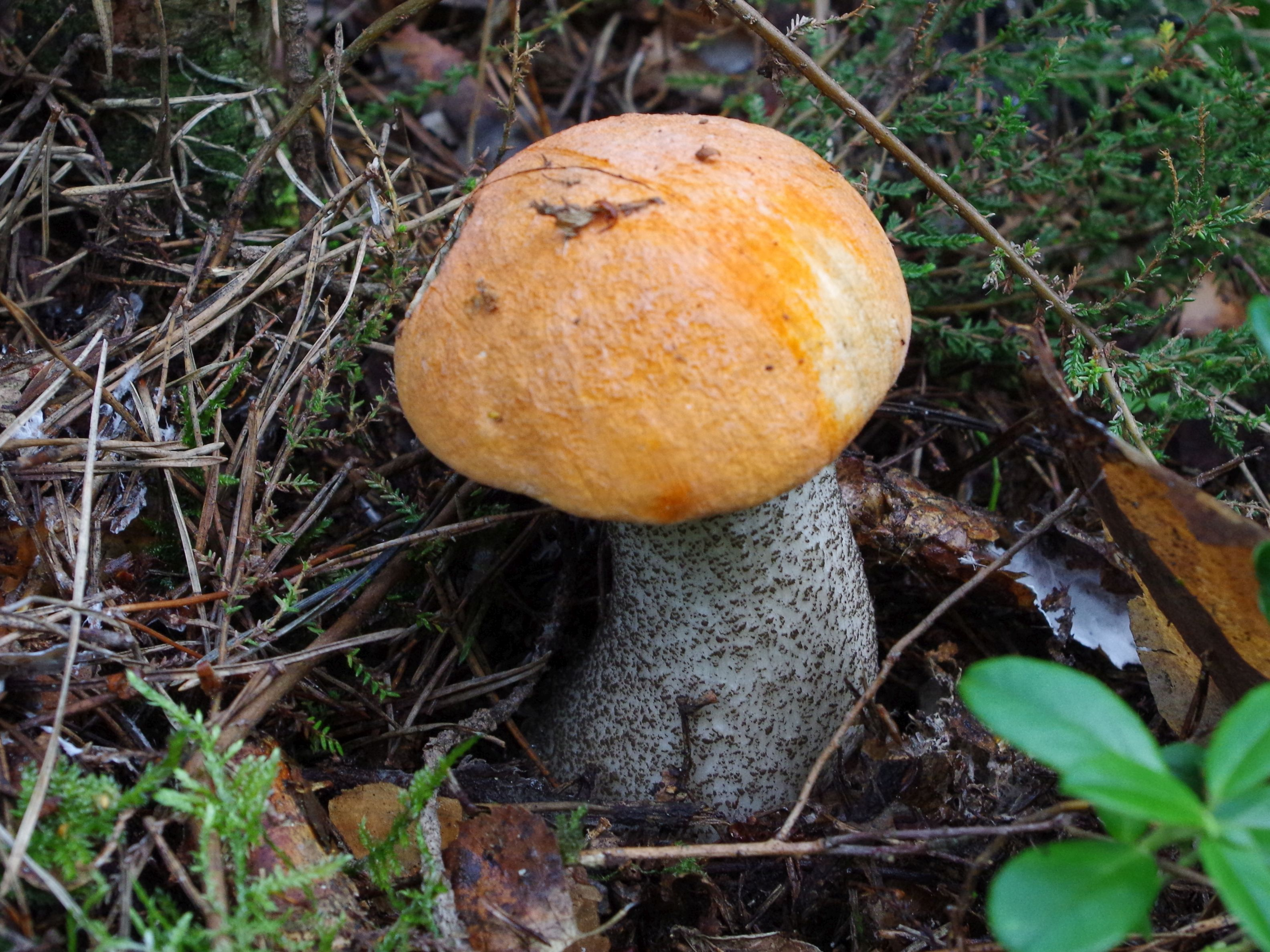
Leccinum versipelle
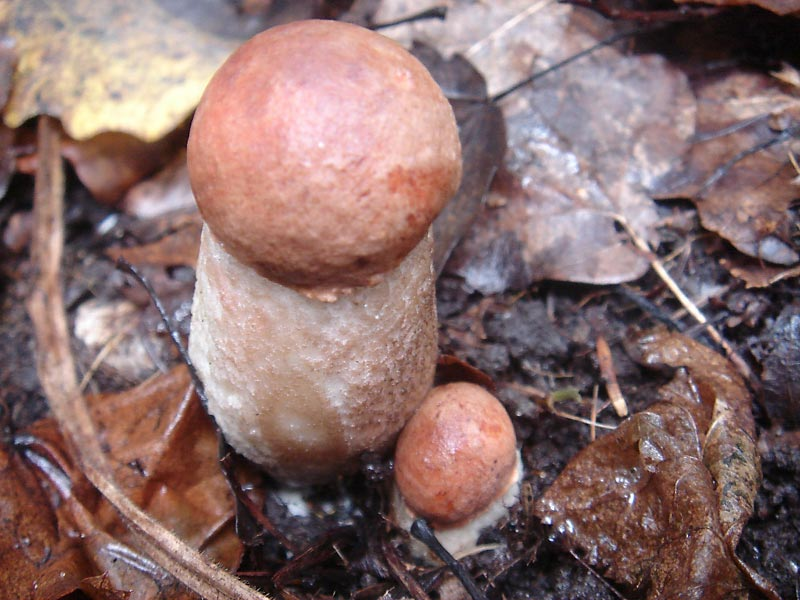
Leccinum vulpinum
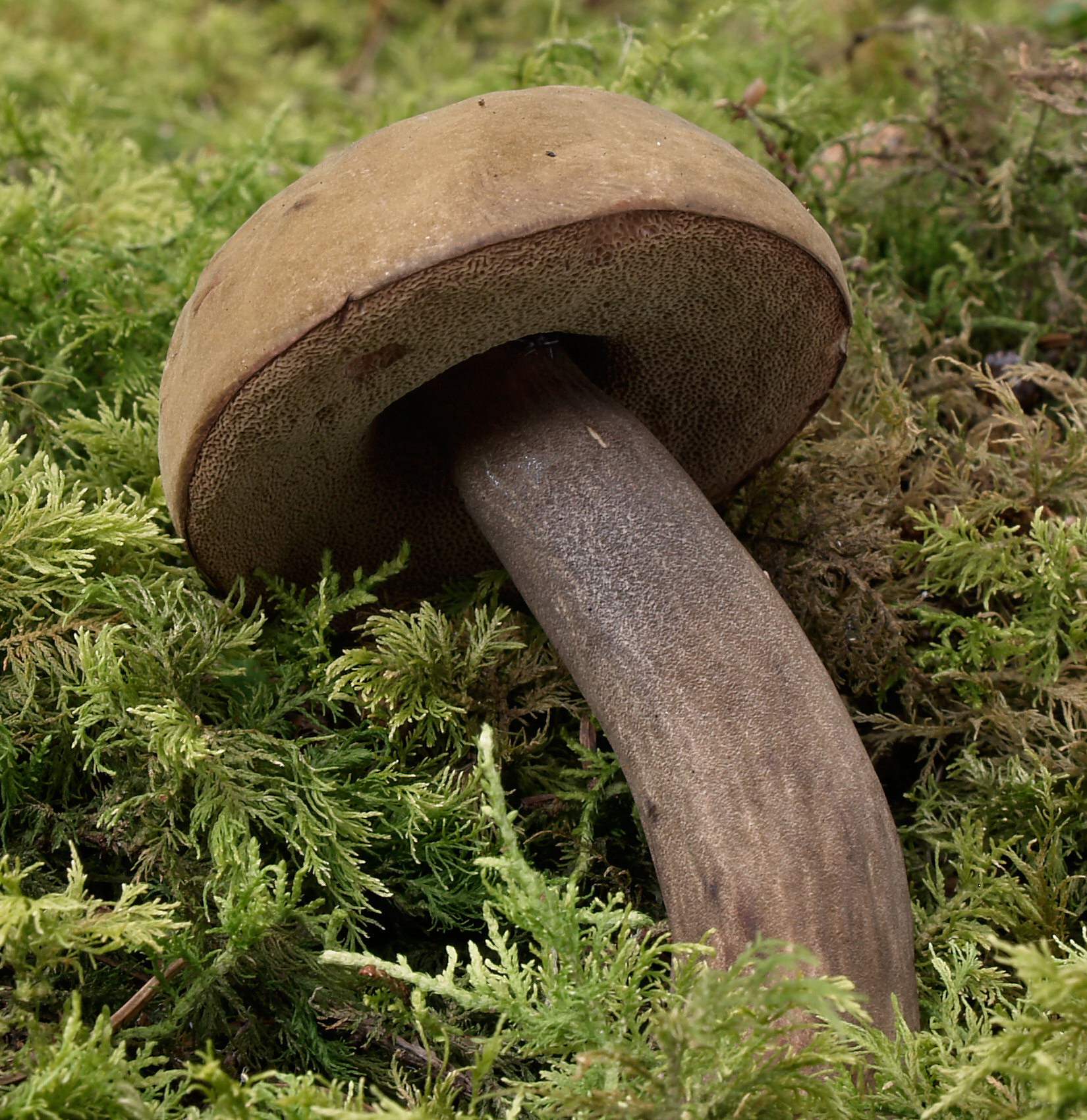
Porphyrellus pseudoscaber

## Valorificare

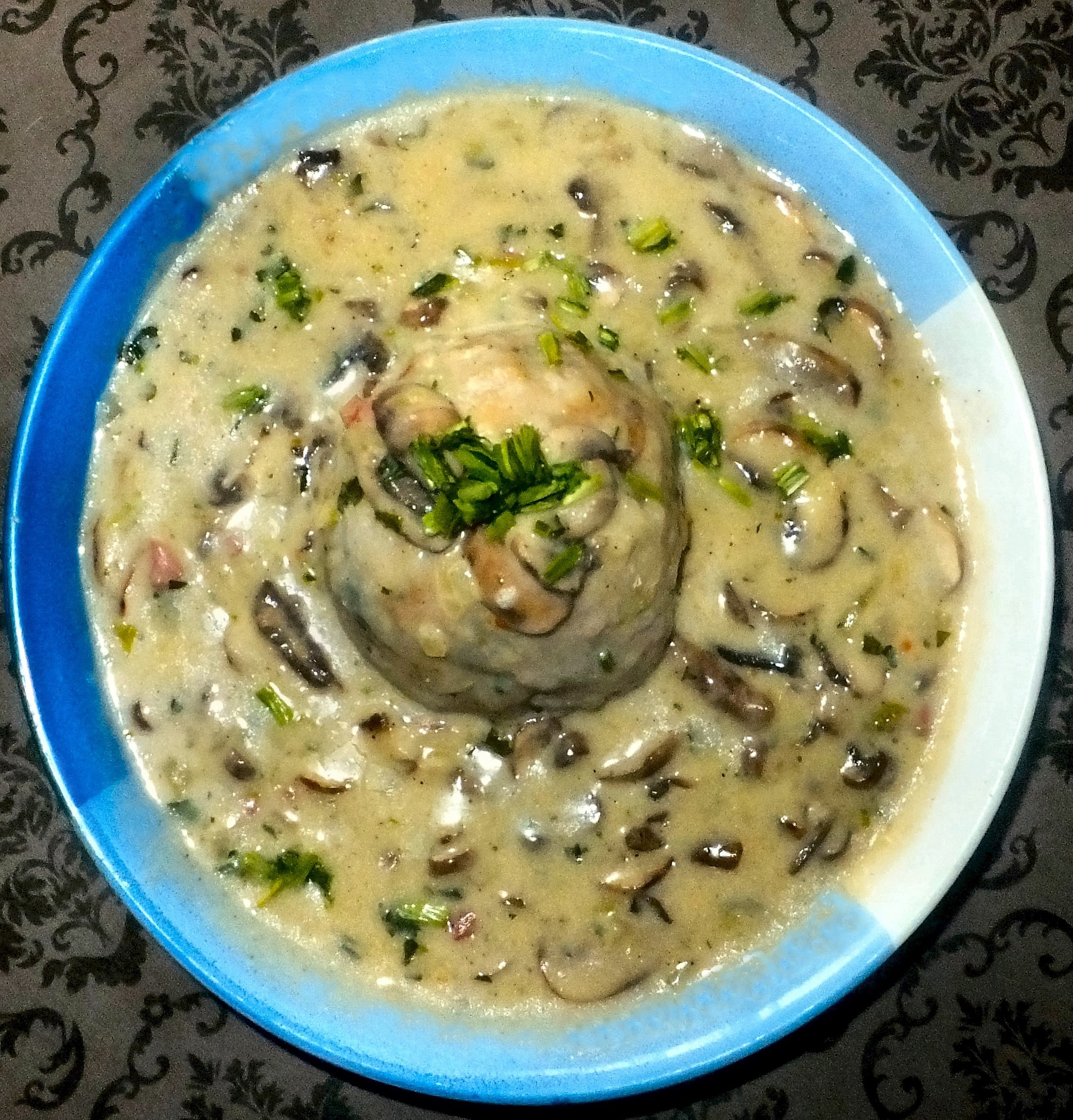
Ciulama de ciuperci cu Gălușcă de chifle tiroleză

Această ciupercă are avantajul că este rareori atacată de viermi. Bureții proaspeți pot fi pregătiți ca ciulama, de asemenea împreună cu alte ciuperci de pădure sau adăugați la un sos de carne de vită sau vânat. În afară de aceasta, ei pot fi tăiați felii și congelați. De asemenea este posibilă, după tăierea în felii, uscarea lor. Culoarea bureților va fi atunci negricioasă. Foarte gustoși sunt preparați ca Duxelles (un fel de zacuscă).
S-a afirmat, că, specia Leccinum aurantiacum, consumată crudă, poate să genereze incompatibilități la copii precum persoane cu un aparat digestiv sensibil. Astfel, ciupercile acestui soi ar trebui să fie consumate numai bine prăjite sau gătite.

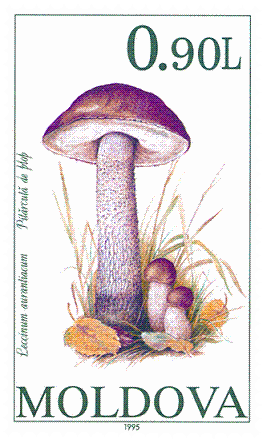
R. Moldova 1995